# دير الأنبا أنطونيوس

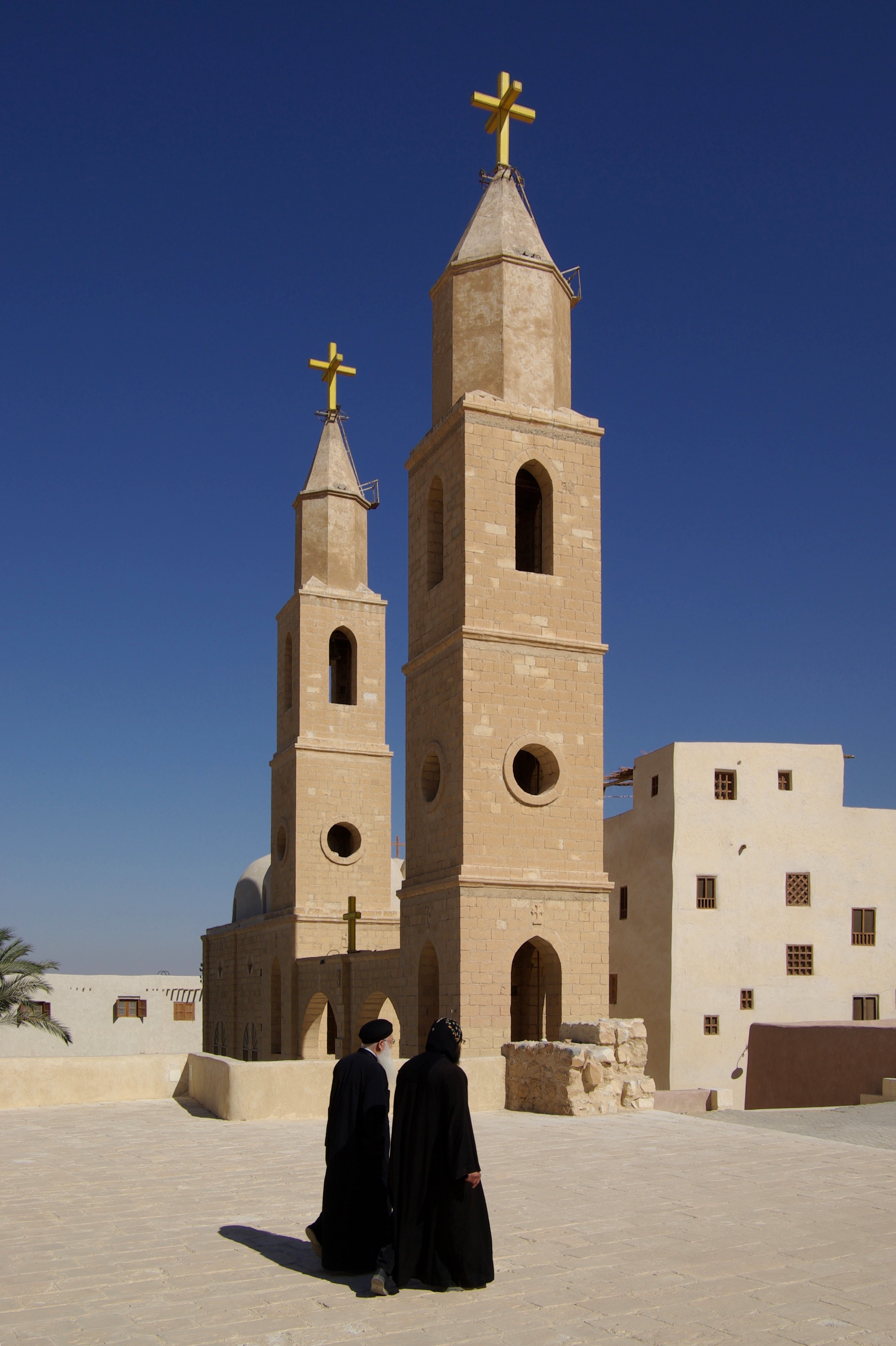

دير الأنبا أنطونيوس، دير قبطي أرثوذكسي، يقع جنوبي محافظة السويس في الصحراء الشرقية في مصر.
يقع الدير في أعماق جبال البحر الأحمر، على بعد 334 كم جنوب شرقي القاهرة ويمكن الوصول إليه من القاهرة خلال 5 إلى 6 ساعات فقط. تأسس دير القديس أنطونيوس على يد أتباع أنطونيوس الكبير، وهو راهب مسيحي مبكر. ويعد الدير من أبرز الأديرة في مصر، وكان له تأثير قوي في تكوين العديد من المؤسسات القبطية، كما عزز الرهبنة بشكل عام. وقد جاء من الدير عدد من البطاركة، ويزوره يومياً عدة مئات من الحجاج.
في عام 2002، بدأت الحكومة المصرية مشروعًا مدته 8 سنوات بقيمة 14.5 مليون دولار لترميم الدير. الدير الحديث عبارة عن قرية قائمة بذاتها تضم حدائق وطاحونة ومخبزًا وخمس كنائس. وأصبح اليوم وجهة شهيرة للمصريين، حيث تقدم للمسيحيين المصريين خلوات دينية بالإضافة إلى الرحلات العائلية.
رئيس الدير الحالي هو الأنبا يسطس.

## نبذة عن الأنبا أنطونيوس
القديس أنطونيوس هو قديس مسيحي ولد لعائلة ثرية في مصر السفلى حوالي عام 251 م. توفي والده وهو في الثامنة من عمره. معظم ما هو معروف عنه يأتي من كتاب (فيتا أنطونيو) لأثناسيوس الأول. تصور هذه السيرة الذاتية أنتوني كرجل أمي ومقدس حصل من خلال وجوده في المشهد البدائي على ارتباط مطلق بالحقيقة الإلهية. إن اللحظة التي كرس فيها القديس أنطونيوس حياته لله وللكنيسة كانت بسبب الكلمات التي سمعها من مرقس الذي طلب من أن يتخلى عن كل ممتلكاته ويطلب الله. في سن الرابعة والثلاثين، تخلى أنتوني عن كل ممتلكاته وممتلكاته الدنيوية؛ وغامر بالذهاب إلى الصحراء الشرقية بحثًا عن حياة التواضع والعزلة والتأمل الروحي. أخذ القديس أنطونيوس الكلام الذي سمعه بالمعنى الحرفي، مما دفعه إلى المغامرة في الصحراء ليعيش حياة النسك وأقام في مغارة صغيرة زاهداً فيها. ومع أن القديس أنطونيوس لم يكن الراهب الأول، إلا أنه استقطب الكثير من الأتباع والتلاميذ، مما أكسبه مكانًا كواحد من الشخصيات التأسيسية في الرهبنة المسيحية الحديثة.

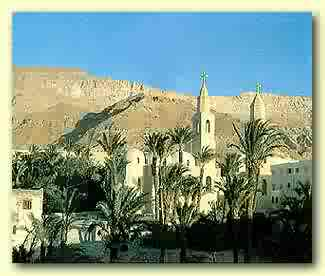
دير الأنبا أنطونيوس

## موقعه
يقع دير الأنبا أنطونيوس علي سفح جبل الجلالة القبلي بصحراء العرب بمصر، ويمكن الوصول إليه عن طريق السويس ومنها إلى رأس غارب ثم غرباً في الصحراء عند العين السخنة أو من بنى سويف شرقاً الطريق الصحراوى (غير معبد)
أو يمكن الوصول اليه من القاهرة عن طريق حلوان إلى الكريمات ثم الزعفرانة ويقع الدير قبل الزعفرانة بحوالي 48 كم ومدق الدير(طريق الدير)حوالي 17 كم.

## المساحة
مساحة الدير الأصلية 18 فداناً أضيفت لها 350 فدانا آخرين ضمن ملكية الدير بعد حل مشكلة كان متنازع عليها مع المحافظة مؤخرا والتي قضت بشراء الدير ل 350 فدان وجعل 150 فدانا آخربن غابة شجرية.

## باباوات اختيروا من دير الأنبا انطونيوس
1. البابا غبريال السادس البطريرك الـ 91
2. البابا يوأنس الخامس عشر البطريرك الـ 99
3. البابا مرقس السادس عشر البطريرك الـ 101
4. البابا يوأنس السادس عشر البطريك الـ 103
5. البابا يوأنس السابع عشر البطريرك الـ 107
6. البابا مرقس الثامن البطريرك الـ 108
7. البابا بطرس الجأولى البطريرك الـ 109
8. البابا كيرلس الرابع الشهير بأبى الإصلاح البطريرك الـ 110
9. البابا يوساب الثاني البطريرك الـ 115

## أشهر رهبان دير الأنبا أنطونيوس
1. الأنبا مرقس الأنطونى
2. أبونا يسطس الأنطونى
3. الأنبا بولس البسيط
4. الأنبا يوساب الأبح
5. الأنبا صرابامون أبى طرحة
6. الأنبا باسيليوس مطران القدس السابق
7. الأنبا كيرلس مطران أثيوبيا (الحبشة)
8. الأنبا أيساك الأسقف العام (13/6/1976م) تنيح
9. الأنبا ديسقوروس الأسقف العام (25/5/1980م)
10. الأنبا يسطس أسقف ورئيس دير الأنبا أنطونيوس (17/11/1991م)
11. الأنبا دانيال أسقف سيدنى بأستراليا وتوابعها
12. أبونا انجيلوس الأنطوني
13. الأنبا زوسيما أسقف اطفيح والصف وكل تخومهما (10/3/2013)
14. الأنبا ابانوب اسقف عام للمقطم
15. الأنبا انطونيوس مطران القدس والكرسي الاورشليمي

## معرض صور

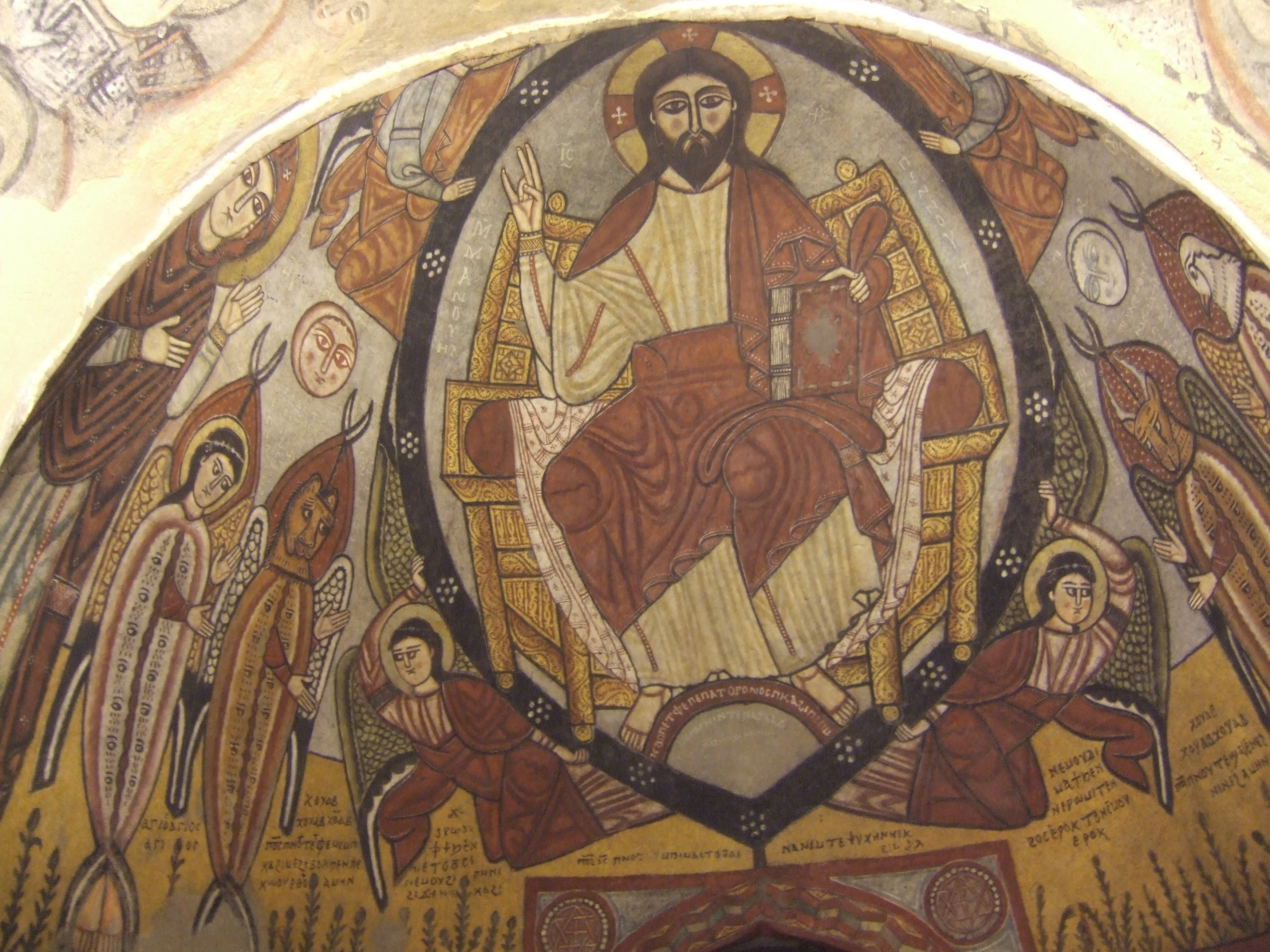
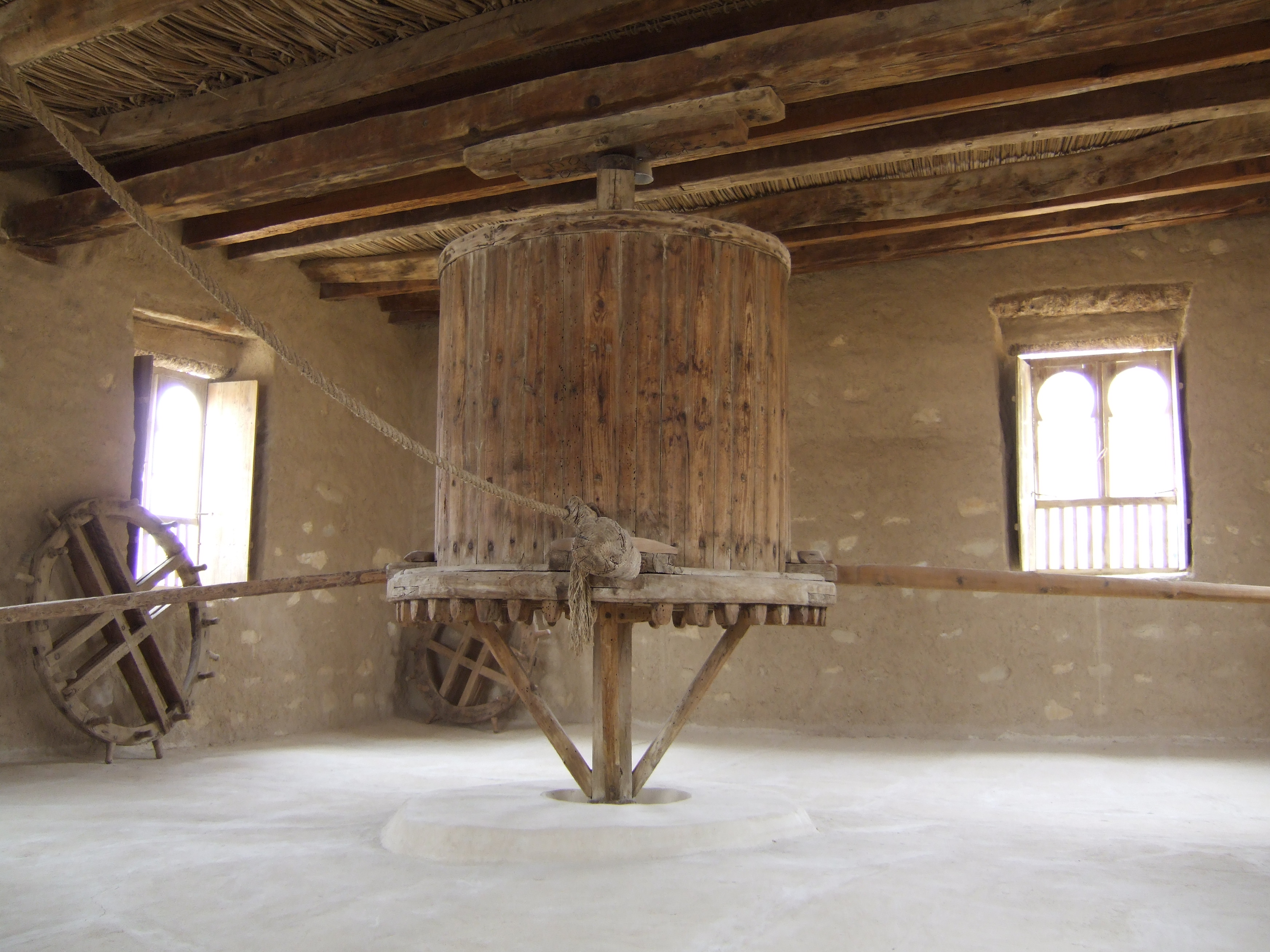
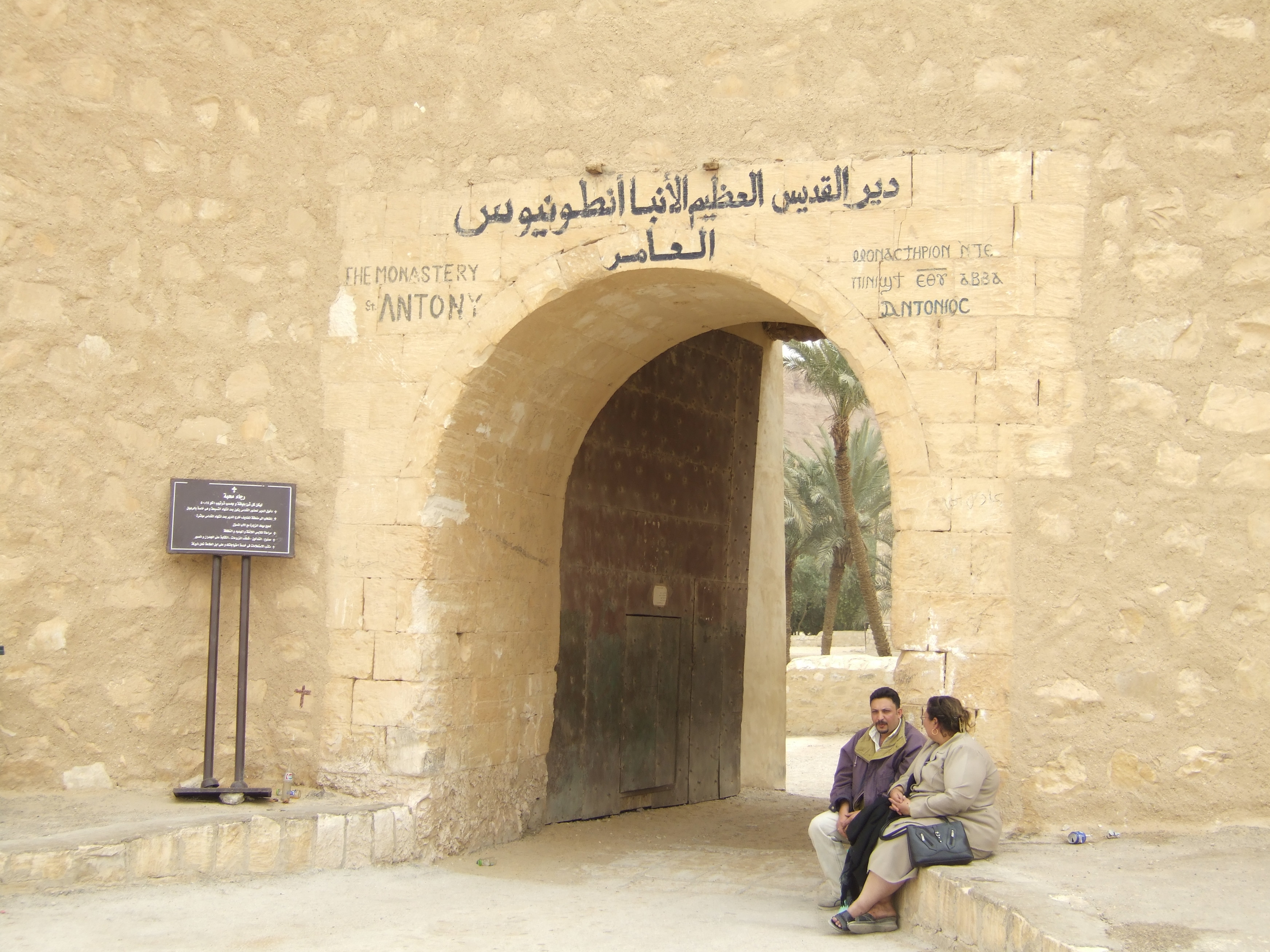
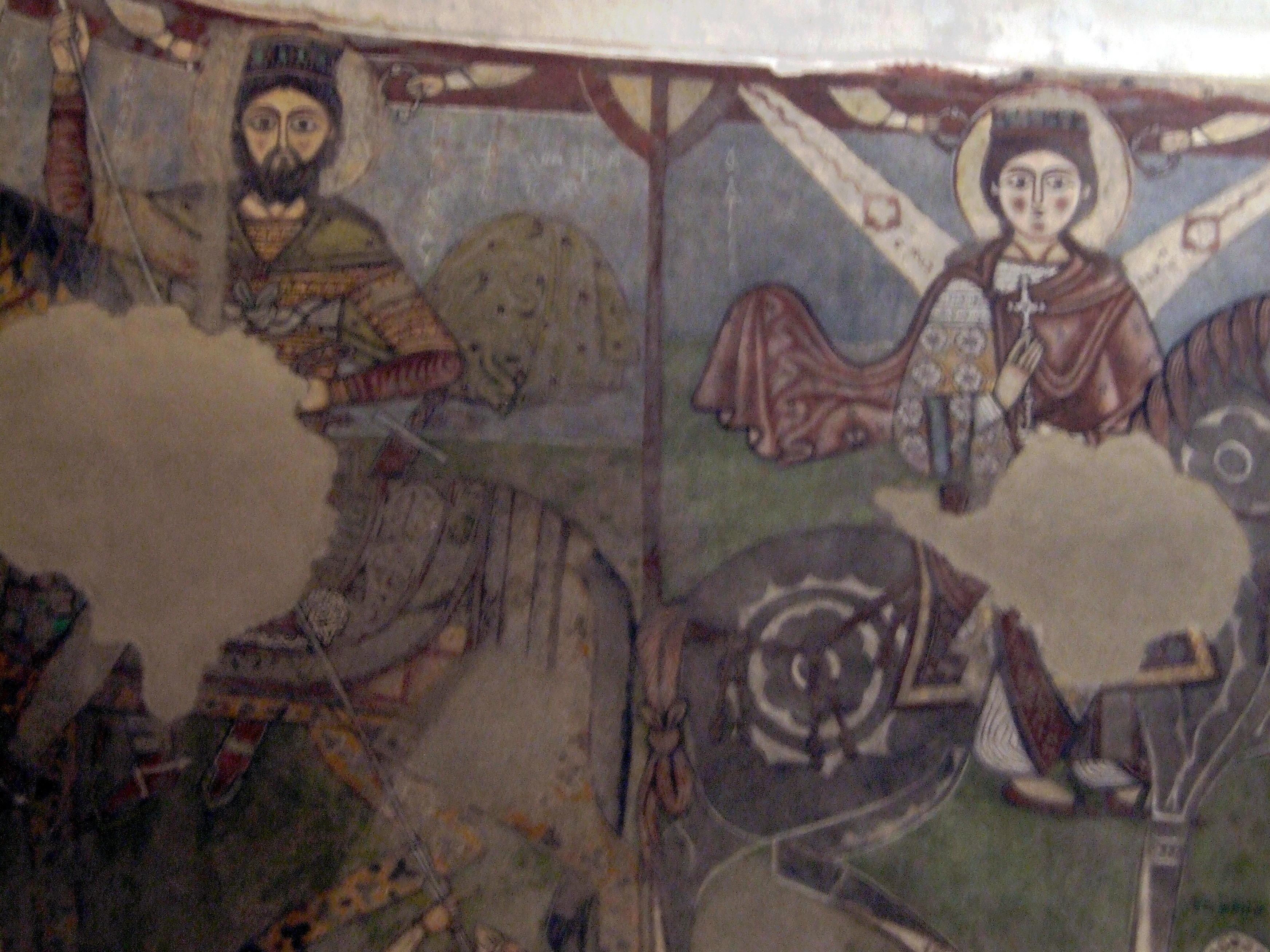
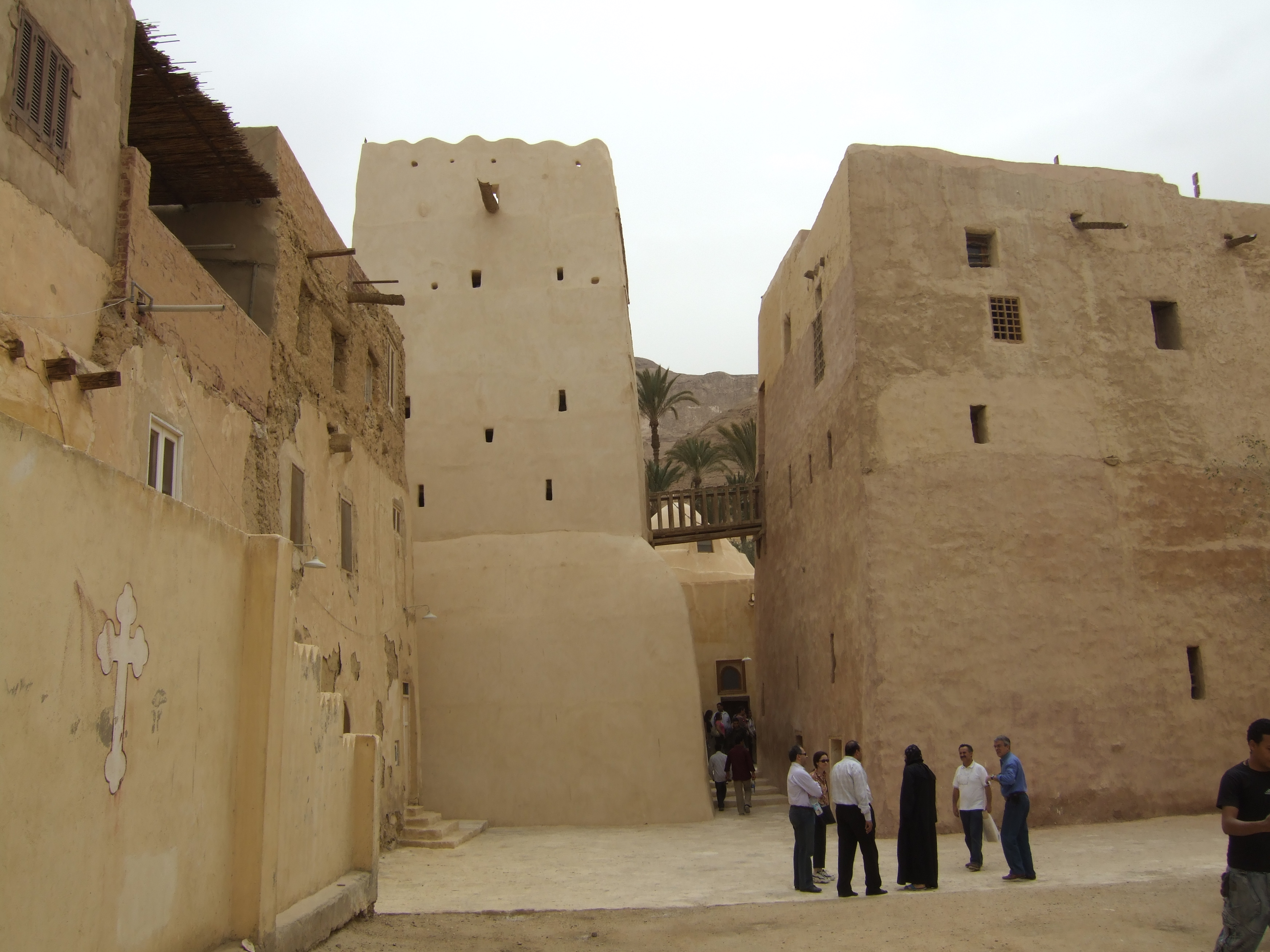
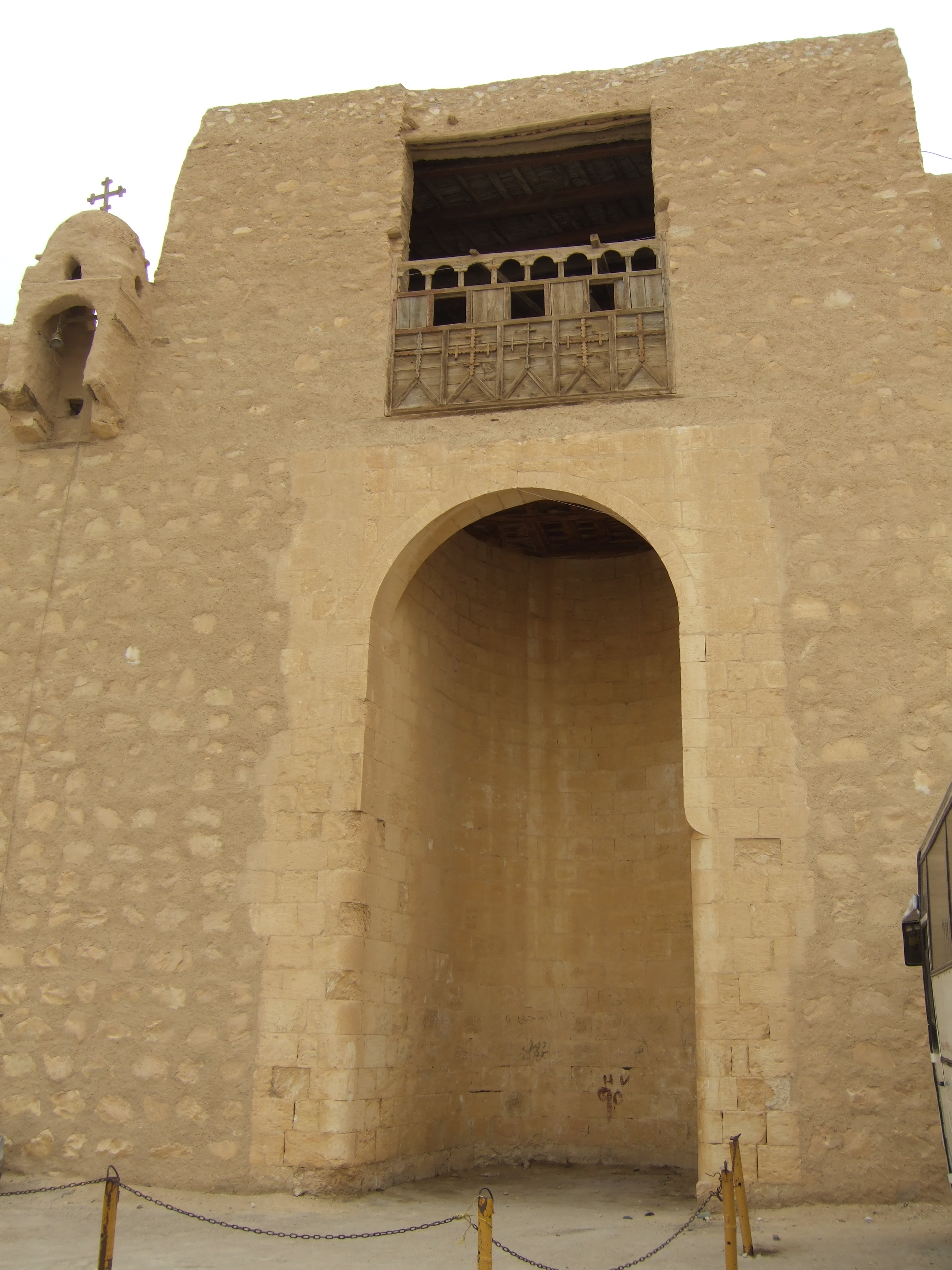